# Objeto de acesso a dados
Objeto de acesso a dados (acrônimo do inglês Data Access Object - DAO), é um padrão para aplicações que utilizam persistência de dados, onde tem a separação das regras de negócio das regras de acesso a banco de dados, implementada com linguagens de programação orientadas a objetos (como por exemplo Java) e arquitetura MVC, onde todas as funcionalidades de bancos de dados, tais como obter conexões, mapear objetos para tipos de dados SQL ou executar comandos SQL, devem ser feitas por classes DAO.

## Vantagens
A vantagem de usar objetos de acesso a dados é a separação simples e rigorosa entre duas partes importantes de uma aplicação que não devem e não podem conhecer quase que nada uma da outra, e que podem evoluir frequentemente e independentemente. Alterar a lógica de negócio podem esperar apenas a implementação de uma interface, enquanto que modificações na lógica de persistência não alteram a lógica de negócio, desde que a interface entre elas não seja modificada.
- Pode ser usada em uma vasta porcentagem de aplicações;
- Esconde todos os detalhes relativos a armazenamento de dados do resto da aplicação;
- Atua como um intermediário entre a aplicação e o banco de dados;
- Mitiga ou resolve problemas de comunicação entre a base de dados e a aplicação, evitando estados inconsistentes de dados.

No contexto específico da linguagem de programação Java, um objeto de acesso a dados como padrão de projeto de software pode ser implementado de várias maneiras. Pode variar desde uma simples interface que separa partes de acesso a dados da lógica de negócio de uma aplicação até frameworks e produtos comerciais específicos. Os paradigmas para programação usando DAO's demandam alguma proficiência. O uso de tecnologias como Java persistence technologies e JDO garantem a implementação do padrão de projeto até certo ponto. Tecnologias como Enterprise JavaBeans trazem para a aplicação servidores montados e que podem ser usados em aplicações que usem um servidor de aplicação JEE. Produtos comerciais como o TopLink estão disponíveis, baseados em mapeamento objeto-relacional (ORM). Produtos ORM populares em código aberto incluem Doctrine, Hibernate, iBATIS e Apache OpenJPA.

## Ferramentas e Frameworks
- AuDAO Gerador para JDBC DAO (MySQL, Oracle) e Google App Engine
- CodeFutures (Firestorm/DAO) Gerador para JDBC DAO, Spring DAO, Hibernate D
- ComtorDAO Data Access Object Library fok Biblioteca de Objetos de Acesso a Dados para Java
- DB Solo EJB 3.0 DAO code generator
- EasyDriver Biblioteca Java para criar consultas para serem usadas em um contexto DAO.
- IBM pureQuery Plataforma de acesso a dados
- JingDAO
- ΩFramework DAO
- MDAOG Gerador de código DAO para bancos de dados PostgreSQL
- nHydrate Framework DAO/DTO, gerador de código para .NET
- ODB Sistema (ORM) para C++
- ORMLite Framework
- rk Mapeador Objeto-relacional (ORM) leve escrito em Java para JDBC e Android
- PerfectJPattern Open Source Project, Provê implementação de padrões DAO em Java (JPA, Hibernate e Spring) como componentes
- Persist Ferramenta ORM
- Simplest ORM
- EclipseLink Solução de persistência em código aberto para Java, focando bancos de dados relacionais, XML e Web services.